# AlphaMax Academy
De AlphaMax Academy is een Engelstalige opleiding in Paramaribo, Suriname.
De opleiding werd in 1998 gestart en biedt onderwijs vanaf kleuterschoolniveau tot pre-universitair. De school participeert in Caribische en Amerikaanse examens die toegang geven tot buitenlandse universiteiten, waaronder in de Verenigde Staten.
Waarden spelen voor de opleiding een grote rol, met daarbij ook aandacht voor de Indiase cultuur en wijsheid. Daarbij zijn de ideeën van Rabindranath Tagore belangrijk. Daarnaast is de school verankert in Suriname, is de Surinaamse vlag opgehangen en wordt het Surinaamse volkslied gezongen. In 2011 kreeg de school een borstbeeld van Tagore geschonken door de Indiase overheid.
De school doet geregeld met succes mee aan de Spelling Bee Competitie, waaronder in 2016 in Guyana.